# 節目統籌
節目統籌（或稱節目主理人）是21世紀美國好萊塢電視劇中的主要執行製片人。該概念在加拿大和英國的電視業中也被採納。此職位通常是將電視劇中的編劇、執行製片人和劇本編輯的職責全部結合起來，以對電視劇的製作和創意完全掌控。在電影中，導演通常對於創作性有著一定程度的掌控，但在電視劇中，節目統籌的地位高於導演。

## 歷史
在傳統上，電視節目的執行製片人是「首席執行長（chief executive）」，主要負責節目的創作方向和製作。隨著時代的演變，執行製片人的頭銜被應用於更廣泛的角色上，如從安排出資者到對於沒有管理職責的尊稱。「節目統籌（Showrunner）」一術語是為了確定為該項目提供最終管理權和具有創造性權威的製片人。部落格兼書籍《Crafty Screenwriting》將節目統籌定義為「該節目的完全創意負責人，且只對該頻道（或製片公司）負責。此角色通常由編劇來擔任。」